# Seznam muzejev v Sloveniji
Seznam muzejev v Sloveniji obsega slovenske muzeje, galerije in muzejske zbirke, ki so 
dostopne javnosti. 
V prvi tabeli so muzeji in galerije, ki so objavljeni v Vodniku po Slovenskih muzejih in galerijah, katere avtor je "Skupnost muzejev Slovenije". Med predstavljenimi so vsi slovenski državni, pokrajinski, t. i. medobčinski muzeji in posebni muzeji, katerih javno službo financira država in ostali, ki profesionalno opravljajo muzejsko dejavnost. Zadnja verzija tega vodiča je bila izdana leta 2008. Kasnejše spremembe v delovanju muzejev so v tabeli posebej omenjene.

## Muzeji in galerije v vodnikuSkupnosti muzejev Slovenije
| Slika                  | Ime                                                                      | Lokacija              | Ustanovitev | Spletna stan in opis | Zbirke | |
| ---------------------- | ------------------------------------------------------------------------ | --------------------- | ----------- | --- | --- | --- |
|                        | Muzej za arhitekturo in oblikovanje                                      | Ljubljana Grad Fužine | 1972        | www.mao.si področje arhitekture, urbanizma, industrijskega in grafičnega oblikovanja ter fotografije                                               | | |
|                        | Belokranjski muzej Metlika                                               | Metlika Grad Metlika  | 1951        | www.belokranjski-muzej.si belokranjska dediščina s področja arheologije, etnologije, kulturne zgodovine, novejše zgodovine in umetnostne zgodovine | *Galerija Kambič, Metlika (galerija slovenskih slikarjev, zlasti impresionistov) *Spominska zbirka Otona Župančiča, Vinica (Župančičevo življenje in delo) *Krajevna muzejska zbirka, Semič (zgodovina Semiča in okoliških krajev; narava Bele krajine;vinogradniška zbirka) *Mestna muzejska zbirka, Črnomelj (zgodovina mesta od prazgodovine do sredine 20. stoletja) | |
|                        | Dolenjski muzej Novo mesto                                               | Novo mesto            | 1950        | https://www.dolenjskimuzej.si/si/ arheologija, etnologija, kulturna dediščina, novejša in umetnostna zgodovina Dolenjske                           | *Jakčev dom, Novo mesto (zbirka del Božidarja Jakca; likovna razstava Dolenjskega muzeja; Likovnopedagoška zbirka) *Spomeniško območje Baza 20, Kočevski rog (bivališča političnega vodstva NOB) | |
|                        | Farmacevtsko-medicinska zbirka Bohuslava Lavičke                         | Ljubljana             | 1986        | www.lek.si Arhivirano 2010-09-27 na Wayback Machine.                                                                                               | | |
|                        | Galerija Božidar Jakac                                                   | Kostanjevica na Krki  | 1974        | www.galerija-bj.si dela slovenskih ekspresionistov                                                                                                 | | *Galerija Božidar Jakac *Lamutov likovni salon, Kostanjevica na Krki (dela slikarja in grafika Vladimirja Lamuta) *Gorjupova galerija v OŠ Kostanjevica na Krki |
|                        | Galerija Murska Sobota                                                   | Murska Sobota         |             | www.galerija-ms.si | | |
|                        | Galerija-Muzej Lendava (Galéria-Múzeum Lendva)                           | Lendava Grad Lendava  | 1973        | www.gml.si | *Galerija-Muzej Lendava (arheološka, etnološka zbirka; spominska soba György Zala; kultura hetiškega ljudskega tekstila) Meščanstvo, tiskarstvo in dežnikarstvo Lendave | |
|                        | Galerija Velenje                                                         | Velenje Grad Velenje  | 1976        | www.galerijavelenje.si | *Stalna zbirka slovenskega slikarstva - Gorenje *Zbirka Lojzeta Perka | |
|                        | Gorenjski muzej Kranj                                                    | Kranj                 | 1963        | www.gorenjski-muzej.si | - Grad Kieselstein (upravni in delovni prostori) - Mestna hiša (renesančna dvorana; razstava Lojzeta Dolinarja; arheološka razstava Železna nit; etnološka Ljudska umetnost na Gorenjskem; galerija) - Prešernova hiša, Kranj (spominski muzej kjer je od l.1846 pa do 8. februarja 1849 prebival dr. France Prešeren) - Kostnica, Kranj (arheološki spomenik) - Prešernova rojstna hiša, Vrba - Finžgarjeva rojstna hiša, Doslovče - Muzej Tomaža Godca, Bohinjska Bistrica (usnjarski muzej in mali vojni muzej Soške fronte 1915 - 1917) - Oplenova hiša, Studor v Bohinju (muzej bivalne kulture Bohinjcev z začetka 20. stoletja) - Planšarski muzej, Stara Fužina (zgodovina planšarstva v Bohinju, sirarna in sirarsko delo v planinah | |
|                        | Goriški muzej                                                            | Kromberk              | 1952        | www.goriskimuzej.si | - Goriški muzej v gradu Kromberk (umetnostno-zgodovinska razstava in razstava podarjenih del Vladimirja Makuca) - Vila Bartolomei, Solkan (razstava Ohraniti preteklost za danes in jutri, etnološka in arheološka razstava) - Razstava Državna meja na Goriškem od 1945 do 2004, Nova Gorica (»muzejska zbirka Kolodvor« v stavbi železniške postaje v Novi Gorici) - Vojaški stražarski stolp, Vrtojba (razstava o življenju ob novi državni meji, ki je leta 1947 razdelila do takrat enotno ozemlje Goriške na dva dela) - Galerija Zorana Mušiča v gradu Dobrovo - Muzejska zbirka Ajdovščina, Ajdovščina (poselitev Ajdovščine od prazgodovine do zgodnjega srednjega veka in zbirka fosilov) - Muzej 1. svetovne vojne, Sveta Gora - Spominska hiša Alojza Gradnika, Medana (pesnikovi osebni predmeti, izdaje njegovih del in priznanja) | |
|                        | Gornjesavski muzej Jesenice                                              | Jesenice              | 1954        | www.gornjesavskimuzej.si | - Ruardova graščina, Jesenice (železarska in paleontološka zbirka) - Stanovanjska hiša Kasarna, Jesenice (delavsko stanovanje iz tridesetih in štiridesetih let 20. stoletja) - Kosova graščina, Jesenice (razstave novejše zgodovine - NOB, delavsko gibanje na Jesenicah) - Triglavska muzejska zbirka, Mojstrana (od leta 2010 Slovenski planinski muzej) - Slovenski planinski muzej, Mojstrana (slovenska planinska dediščina; muzejska knjižnica, kinoteka, arhivsko gradivo) - Liznjekova domačija, Kranjska Gora (slovenska alpska hiša z razstavo o Josipu Vandotu in priložnostno galerijo) - Kajžnikova hiša, Rateče (ljudska arhitektura, rateška noša, krajevna zgodovina, planiški smučarski skoki) | |
|                        | Javni zavod za kulturo Litja, OE Muzej                                   | Litija                | 2006        | www.jzk.si Arhivirano 2010-11-18 na Wayback Machine.                                                                                               | (kulturna dediščina in zgodovina Litije - rečni promet, rudarstvo, železnica) | |
|                        | Kobariški muzej                                                          | Kobarid               | 1990        | www.kobariski-muzej.si | (soška fronta in zgodovina Kobarida) | |
|                        | Koroška galerija likovnih umetnosti                                      | Slovenj Gradec        | 1957        | www.glu-sg.si | - Koroška galerija likovnih umetnosti, Slovenj Gradec (sodobna slovenska likovna umetnost, ki je povezana z lokalnim prostorom koroške regije) - Galerija na prostem - park na Štibuhu in staro mesto, Slovenj Gradec (skulpture Ivana Meštrovića, Draga Tršarja, Ivana Sabolića, Josipa Diminića, Ane Bešlić, Ratka Vulanovića, Jovana Soldatovića, Jordana Grabulovskega) | |
|                        | Koroški pokrajinski muzej                                                | Slovenj Gradec        | 1951        | www.kpm.si | - Koroški pokrajinski muzej, Slovenj Gradec (arheologija koroške krajine; gozdarska, lesarska, železarska in etnološka zbirka; Krauperška kašča; partizanska saniteta na Koroškem) - Cerkev svetega Jurija, Legen (staroslovansko grobišče pod cerkvijo) - Paučkove partizanske bolnišnice, Legen - Grofje Andeški in Slovenj Gradec, Grad nad Starim trgom (v stari orožarni pri cerkvi sv. Pankracija) - Gestapovski zapori, Dravograd (v kletnih prostorih občinske stavbe) - Dravograd na stičišču poti, Dravograd (zbirka o zgodovini trga Dravograda) - Muzejska zbirka Koroški plebiscit, Libeliče - Prehrambena kultura prebivalcev Libelič in okolice, Libeliče - Kmečka zbirka, Libeliče (tradicionalno kmečko gospodarstvo od druge polovice 18. stoletja do okoli leta 1970 na območju krajevne skupnosti Libelič, Libeliške gore in Gorč) - Zbirka kladiv Ferdinanda Leitingerja v gradu Radlje (dvorec), Radlje ob Dravi - Forma Viva (Kotlje, Ravne na Koroškem, Poljana, Mežica in Črna na Koroškem) - Muzej kamnoseštva, steklarstva in gozdarstva, Josipdol - Dimnica (črna kuhinja), Libeliče - Lapidarij v kapeli gradu Ravne (rimski kamniti spomeniki iz najdišča Zagrad pri Prevaljah in posameznih kamnov iz občine Ravne na Koroškem) - Prežihova bajta, Kotlje (spominski muzej Prežihovega Voranca) - Rudarska zbirka, Črna na Koroškem (premična kulturna dediščina o iskanju in izkopavanju svinčeve rude ... kpm izvaja le strokovni nadzor) - Etnografska zbirka, Črna na Koroškem (zbirka iz 19. in prve polovice 20. st. o življenju, delu in bivalni kulturi prebivalcev Črne in okoliških kmetij ... kpm izvaja le strokovni nadzor) | |
|                        | Kozjanski park                                                           | Podsreda              |             | kozjanski-park.si | - Grad Podsreda, Podsreda (zgodovina gradu, steklarska zbirka, galerija umetniških del slovenskih in tujih umetnikov) - Pranger, Podsreda - Cerkev sv. Janeza Krstnika, Podsreda - Slovensko-bavarska hiša, Podsreda (značilna trška hiša) - Levstikov mlin, Podsreda - Javerškova domačija, Podsreda (v njej je Josip Broz preživel svoja otroška leta; črna kuhinja, »hiša« in kamra) - Kolarjeva domačija, Trebče (predstavitev življenja in dela Josipa Broza Tita) | |
|                        | Loški muzej Škofja Loka                                                  | Škofja Loka           | 1939        | www.loski-muzej.si | - Loški muzej v Škofjeloškem gradu (arheološka, zgodovinska, kulturnozgodovinska, umetnostnozgodovinska, etnološka in prirodoslovna zbirka) - Galerija Ivana Groharja, Škofja Loka (osrednje likovno razstavišče na Gorenjskem) - Galerija Franceta Miheliča, Škofja Loka (stalna zbirka slovenskega slikarja in grafika Franceta Miheliča) - Spominska soba Cankarjevega bataljona, Dražgoše (v spomin padlim v drugi svetovni vojni - v Domu Cankarjevega bataljona) | |
|                        | Mednarodni grafični likovni center                                       | Ljubljana             | 1986        | www.mglc-lj.si | | |
|                        | Medobčinski muzej Kamnik                                                 | Kamnik                | 1961        | www.muzej-kamnik-on.net | - Medobčinski muzej Kamnik v gradu Zaprice, Kamnik (etnografski park kašč iz Tuhinjske doline, lapidarij, zbirka Thonetovega krivljenega pohištva, razstava o zgodovini Kamnika) - Galerija Miha Maleš, Kamnik | |
| stavbana Mestnem trgu  | Mestna galerija Ljubljana                                                | Ljubljana             | 1963        | https://mgml.si/sl/mestna-galerija/ | - Mestna galerija 1, Mestni trg 5 - Mestna galerija 2, Cankarjevo nabrežje 11/I - Bežigrajska galerija 1, Dunajska 31 - Bežigrajska galerija 2, Vodovodna 3 | |
|                        | Mestni muzej Idrija                                                      | Idrija                | 1953        | www.muzej-idrija-cerkno.si (muzej za Idrijsko in Cerkljansko)                                                                                      | - Mestni muzej Idrija v gradu Gewerkenegg, Idrija (razstava Pet stoletij rudnika živega srebra in mesta Idrije; spominska soba Franceta Bevka in zbirko likovnih donacij Valentine Orsini Mazza; idrijska čipka) - Rudarska hiša, Idrija (etnološka zbirka - idrijska arhitektura in rudarska bivanjska kultura) - Jašek Frančiške, Idrija (rudniška tehniška dediščina) - Idrijska kamšt, Idrija (rudniška črpalna naprava iz leta 1790) - Partizanska tiskarna Slovenija, Vojsko - Cerkljanski muzej, Cerkno (razstava Cerkljanska skozi stoletja in razstava o cerkljanskih laufarjih) - Domačija Franceta Bevka, Zakojca - Partizanska bolnica Franja, Dolenji Novaki pri Cerknem | |
|                        | Mestni muzej Ljubljana v Turjaški palači                                 | Ljubljana             | 1935        | www.mestnimuzej.si | - Mestni muzej Ljubljana (ljubljanska zgodovinska dediščina) - Ščit (konservatorsko središče Mestnega muzeja Ljubljana) - Galerija Vžigalica, Ljubljana - Arheološki park Zgodnjekrščansko središče, Ljubljana (rimska stanovanjska zgradba) - Arheološki park Emonska hiša, Ljubljana (rimska stanovanjska zgradba) - Spominska soba Ivana Cankarja, Rožnik, Ljubljana - Tobačni muzej, Ljubljana (zgodovina pridelave, predelave in uporabe tobaka v Evropi, s poudarkom na zgodovini ljubljanske tobačne tovarne) | |
|                        | Mestni muzej Mengeš                                                      | Mengeš                | 1995        | www.muzej-menges.si | - Stara mežnarija, Mengeš (rojstna hiša Franca Jelovška; razstave s področja Občine Mengeš) - Galerija Mežnarija, Mengeš | |
|                        | Moderna galerija Ljubljana                                               | Ljubljana             | 1947        | www.mg-lj.si | - Muzej moderne umetnosti, Ljubljana (nacionalna zbirka modernizma 20. in 21. stoletja - Mala galerija, Ljubljana (projektni prostor za posamične umetniške izjave) - Muzej sodobne umetnosti na Metelkovi (nacionalna in tuja zbirka) | |
|                        | Muzej južne železnice                                                    | Šentjur               | 2006        | /www.turizem-sentjur.com/Muzeji-in-galerija/Muzej-juzne-zeleznice                                                                                  | - Kretniška bločna postavljalnica (Stellwekerken) - Signalne in progovne naprave - Parna lokomotiva serije 62 z vodnim napajalnikom in strojno lopo - prometni in brzojavni urad, personalna fotografska soba ˝Ujeti trenutki ob železnic cesti Gradec- Celje˝, prostori transportno-manipulativne službe ter pisarna vodje muzeja v originalno obnovljenem objektu Muzeja južne železnice Šentjur. | |
|                        | Muzej krščanstva na Slovenskem                                           | Stična                | 1991        | www.mks-sticna.si | (premična sakralna kulturna dediščina) | |
|                        | Miklova hiša (muzej, galerija)                                           | Ribnica               | 1961        | www.miklovahisa.si/muzej Arhivirano 2010-08-18 na Wayback Machine. www.miklovahisa.si/galerija                                                     | - Miklova hiša muzej v Ribniškem gradu, Ribnica (suha roba in lončarstvo; zgodovina Ribnice; čarovniški procesi na Slovenskem; kovaška delavnica) - Miklova hiša galerija (Ribniška likovna zbirka; didaktična likovna zbirka) | |
|                        | Muzej na prostem Rogatec                                                 | Rogatec               | 1981        | www.rogatec.si/muzej.asp Arhivirano 2013-11-10 na Wayback Machine./                                                                                | (življenje kmetov in obrtnikov 19. in začetka 20.stoletja z območja Rogatca) | |
|                        | Muzej narodne osvoboditve Maribor                                        | Maribor               | 1958        | www.muzejno-mb.si Arhivirano 2016-03-14 na Wayback Machine.                                                                                        | - Muzej narodne osvoboditve Maribor, Maribor (novejša zgodovina severovzhodne Slovenije) - Fotografski muzej, Maribor Fotografski muzej z Bohančevo zbirko fotoaparatov - Razstava Partizansko Pohorje, Osankarica muzej pohorskega bataljona v Domu Osankarica - Zidanškova razstava – Pohorska brigada (OŠ Vuzenica, podružnica Primož na Pohorju), Sv. Primož na Pohorju - Ribnica skozi čas v osnovni šoli, Ribnica na Pohorju | |
|                        | Muzej novejše zgodovine Celje                                            | Celje                 | 1951        | www.muzej-nz-ce.si | - Muzej novejše zgodovine Celje (premična kulturna dediščina celjske regije s področja zgodovine in etnologije od začetka 20. stoletja dalje) - Otroški muzej - Hermanov brlog (muzej za otroke s tematiko otroka in njegovega življenja) - Stari pisker (spominski prostor žrtev nacističnega nasilja) - Fotografski atelje Josipa Pelikana (stekleni fotografski atelje) | |
|                        | Muzej novejše zgodovine Slovenije                                        | Ljubljana             | 1951        | www.muzej-nz.si | - Muzej novejše zgodovine Slovenije v Cekinovem gradu, Ljubljana (Slovenci v 20. stoletju) - Enota Brestanica v gradu Rajhenburg, Brestanica | |
|                        | Muzej premogovništva Slovenije                                           | Velenje               | 1957        | muzej.rlv.si | (rudarsko stanovanje, podzemni premogovniški muzej) | |
|                        | Muzej slovenske policije                                                 | Tacen                 | 1947        | www.policija.si Arhivirano 2010-11-13 na Wayback Machine.                                                                                          | - Muzej slovenske policije, Policijska akademija Tacen (kriminaliteta v Sloveniji, razvoj organov za notranje zadeve, sodelovanje policije pri osamosvajanju države) | |
|                        | Muzej športa                                                             | Ljubljana             | 2000        | www.muzejsporta.si | (zgodovina slovenskega športa) | |
|                        | Muzej Velenje                                                            | Velenje               | 1957        | www.muzej-velenje.si | - Muzej Velenje v gradu Velenje (zgodovina Šaleške doline; zbirka afriške umetnosti Františka Foita; zbirka sodobne slovenske umetnosti Gorenje, ...) - Muzej usnjarstva na Slovenskem, Šoštanj (od 2009) (usnjarski stroji; usnjarstvo v Šoštanju) - Kavčnikova domačija, Zavodnje (muzej ljudske arhitekture na prostem) - Grilova domačija, Lipje (od 2010) (ekomuzej - preurejena stara viničarija) - Spominska soba podpisa delne nemške kapitulacije v Topolščici 9.maja 1945, Topolšica - Spominska soba na Graški gori, Graška Gora (posvečena bojem 14. partizanske divizije) | |
|                        | Muzej Vrbovec                                                            | Nazarje               | 2001        | www.muzej-vrbovec.si (muzej gozdarstva in lesarstva)                                                                                               | | |
|                        | Muzej Železniki                                                          | Železniki             | 1969        | www.zelezniki.si Arhivirano 2011-10-05 na Wayback Machine. (muzej železarstva in lesarstva)                                                        | -- klekljarska umetnost; pred muzejem plavž in peč za taljenje železove rude) | |
|                        | Muzeji radovljiške občine                                                | Radovljica            | 1974        | www.muzeji-radovljica.si | - Čebelarski muzej, Radovljica (dediščina slovenskega čebelarstva; panjske končnice, kranjske čebele, - Mestni muzej, Radovljica (zbirka Anton Tomaž Linhart, zbirka Staro mestno jedro Radovljice, zbirka Kraji na levem bregu Save v občini Radovljica) - Galerija Šivčeva hiša, Radovljica (domači in tuji likovni ustvarjalci in zbirke otroških in mladinskih ilustracij) - Kovaški muzej, Kropa (tehnično-zgodovinski razvoj obdelave železa od rude do žeblja, etnološka soba, Vigenjc Vice) - Muzej talcev v gradu Kacenštajn, Begunje na Gorenjskem (gestapovski zapori v graščini Katzenstein) | |
|                        | Narodna galerija                                                         | Ljubljana             | 1918        | www.ng-slo.si (osrednja nacionalna ustanova za starejšo umetnost)                                                                                  | | |
|                        | Narodni muzej Slovenije                                                  | Ljubljana             | 1921        | www.nms.si | - arheološka razstava, razstava o razvoju slovenstva; na Metelkovi: študijske zbirke zgodovinskih in umetnoobrtnih predmetov od 14. stoletja do danes) - Zbirka na Blejskim gradu (zgodovinski razvoj Blejskega kota) - Zbirka na gradu Snežnik - Arheološka zbirka v Hrušici (razstava ob gostišču Stara pošta o najdišču »Ad Pirum« Hrušica) | |
|                        | Notranjski muzej Postojna                                                | Postojna              | 1947        | www.notranjski-muzej.si | - Notranjski muzej Postojna, Postojna (splošni muzej o velikonotranjsko-kraški regiji, krasoslovni muzej) - Kravanjeva hiša, Cerknica (etnološka in arheološka dediščina Cerknice in Cerkniškega jezera) - Fužina v Grahovem (muzej na prostem - kovačija in mlin, bivalni prostori) | |
| Mestna galerija, Piran | Obalne galerije Piran                                                    | Piran                 | 1976        | www.obalne-galerije.si | - Mestna galerija, Piran (umetniki nacionalnega pomena in svetovnega slovesa) - Galerija Herman Pečarič, Piran (delo piranskega umetnika Hermana Pečariča) - Galerija Loža, Koper - Galerija Meduza 1, Piran (sodobna slovenska likovna umetnost) - Galerija Meduza 2, Koper - Forma Viva Portorož, Portorož (zbirka kamnitih skulptur na prostem) - Galerija A+A, Benetke, Italija (slovenska in tuja sodobna umetnost) | |
|                        | Pilonova galerija Ajdovščina                                             | Ajdovščina            | 1973        | www.venopilon.com | -- (Pilonova zbirka in zbirka del Pilonovih prijateljev) | |
|                        | Podzemlje Pece                                                           | Mežica                | 1995        | www.podzemljepece.com (nekdanji rudnik svinca in cinka Mežica kot turistični rudnik in muzej)                                                      | | |
|                        | Pokrajinski muzej Celje                                                  | Celje                 | 1882        | www.pokmuz-ce.si | - Pokrajinski muzej Celje v "Stari grofiji" , Celje (splošna zgodovina Celja in okolice) - Potočka zijalka - Razstavišče Firšt v Logarski dolini (stalna razstava o Potočki zijalki) - Muzejska zbirka Gornji Grad, Gornji Grad - Schwentnerjeva hiša - muzejska zbirka Vransko (kultura bivanja ob prelomu prejšnjega stoletja) - Rojstna hiša Rista Savina, Žalec - Depo kočije Leber - muzejska zbirka Dobrna (muzej kočij) - Rifnik in njegovi zakladi - muzejska zbirka Šentjur (zgodovina Rifnika, rekonstrukcija prazgodovinske hiše in načina oblačenja) - Etnološka zbirka Šmid - muzejska zbirka Planina (predmeti in orodja, ki so jih ljudje na Planini in v njeni okolici uporabljali v 19. in 20. stoletju) - Glažute na območju Žusma (muzej steklarstva) - Glažutarska cerkvica - Cerkev sv. Leopolda, Loka pri Žusmu (stekleni izdelki) - Arheološki park Rimska nekropola, Šempeter v Savinjski dolini - Arheološki park Starokrščanski kompleks, Rifnik | |
|                        | Pokrajinski muzej Kočevje                                                | Kočevje               | 1953        | www.pmk-kocevje.si | - Pokrajinski muzej Kočevje v Šeškovem domu, Kočevje (zbirka risb Božidarja Jakca; izgubljena kulturna dediščina kočevskih Nemcev; Slovenija od ideje do države; razstava porušenih cerkva in kapel) - Kulturni dom Predgrad, Predgrad (etnološke posebnosti Poljanske doline ob Kolpi) | |
|                        | Pokrajinski muzej Koper                                                  | Koper                 | 1911        | www.pmk-kp.si Arhivirano 2007-03-29 at Archive.is (materialna kultura obalno-kraškega območja, umetnostna in kulturnozgodovinska zbirka)           | Palači Belgramoni Tacco, Koper - Oddelek novejše zgodovine, Koper (zbirka novejše zgodovine južne Primorske) - Muzejska galerija, Koper - Etnološki oddelek, Koper (materialna in duhovna kultura Slovenske Istre, Brkinov, Čičarije ter dela Krasa od 17. st. dalje) - Tartinijeva spominska soba, Piran | |
|                        | Pokrajinski muzej Maribor                                                | Maribor               | 1903        | https://museum-mb.si/ (premična kulturna dediščina širše mariborske regije)                                                                        | | |
|                        | Pokrajinski muzej Murska Sobota                                          | Murska Sobota         | 1955        | www.pok-muzej-ms.si (premična kulturna dediščina na območju Pomurja)                                                                               | - Pokrajinski muzej Murska Sobota v gradu Murska Sobota, Murska Sobota - Radgonski mostovi - Muzejska zbirka v "Špitalu", Gornja Radgona (zgodovina območja Gornja Radgona) - Zgodovina zdravstva v Pomurju - muzejska zbirka v beltinskem gradu, Beltinci (zgodovina pomurskega lekarništva) - Muzej Radenske - muzejska zbirka Radenske, Radenci (zgodovina razvoja podjetja in zdraviliškega turizma) - Oloris - arheološka zbirka v Galerija-Muzej Lendava, Lendava (Oloris - prazgodovinska naselbina pri Dolnjem Lakošu) | |
|                        | Pokrajinski muzej Ptuj Ormož                                             | Ptuj                  | 1963        | www.muzej-ptuj-ormoz.si | - Pokrajinski muzej Ptuj Ormož na Ptujskem gradu, Ptuj (zbirka orožja, glasbil, fevdalne stanovanjske kulture, grajska galerija, zbirka slik na steklu, etnološka razstava in zbirka tradicionalnih pustnih mask) - Nekdanji dominikanski samostan, Ptuj (arheološka in numizmatična zbirka iz območja Petovione) - Stari zapori, Ptuj (zgodovinske zbirke) - Povodnov muzej, Ptuj (lapidarij na prostem) - Orfejev spomenik, Ptuj - Rimska opekarska peč, Ptuj (peč iz 3. stoletja, v kateri so žgali tlakovce, opeke, posode in oljenke - I. Mitrej, Ptuj - III. Mitrej, Spodnja Hajdina - Grad Ormož, Ormož (priključen leta 2009) - Grad Velika Nedelja, Velika Nedelja (priključen leta 2009) (etnološka zbirka in razstava Velika Nedelja skozi stoletja) - Miheličeva galerija (priključena leta 2009), Ptuj (likovna zapuščina Franceta Miheliča) | |
|                        | Pomorski muzej Sergej Mašera Piran (Museo del mare Sergej Mašera Pirano) | Piran                 | 1954        | www2.arnes.si/~kppomm Arhivirano 2011-02-11 na Wayback Machine. (zgodovine slovenskega pomorstva in pomorske preteklosti obalnega območja)         | - Jadrnica "Galeb", Piran - Pomorska zbirka v vili sv. Marka , Portorož - Tonina hiša, Sveti Peter (istrska kmečka hiša) - Muzej solinarstva, (krajinski park Sečoveljske soline) (solinska hiša z muzejsko zbirko in solni fond s pripadajočim dovodnim kanalom za morsko vodo) - Ulični muzej, Izola (v lokalih razstavljeno fotografsko gradivo in muzejski predmeti ali lastne starine) - Zbirka ladijskega modelarstva, Izola | |
|                        | Posavski muzej Brežice                                                   | Brežice               | 1949        | www.posavski-muzej.si(arheološka, etnološka, zgodovinska in umetnostno zgodovinska kulturna dediščina Posavja)                                     | | |
|                        | Prirodoslovni muzej Slovenije                                            | Ljubljana             | 1821        | www2.pms-lj.si | - Prirodoslovni muzej Slovenije, Ljubljana (zoološke, botanične in geološke zbirke) - Alpski botanični vrt Julijana, Trenta | |
|                        | Slovenska kinoteka                                                       | Ljubljana             | 1996        | www.kinoteka.si | - Dvorana Slovenske Kinoteke, Ljubljana (muzejski zavod na področju kinematografije) - Ita Rina v Škrateljnovi hiši, Divača (razstava o prvi slovenski filmski zvezdi Iti Rini) | |
|                        | Slovenski etnografski muzej\|                                            | Ljubljana             | 1923        | www.etno-muzej.si | -- (osrednji etnološki muzej s slovenskimi in zunajevropskimi zbirkami s področja materialne, socialne in duhovne kulture) | |
|                        | Slovenski gasilski muzej dr. Branka Božiča                               | Metlika               | 1969        | www.metlika.si Arhivirano 2011-01-13 na Wayback Machine.                                                                                           | -- (zgodovinska dediščina gasilstva) | |
|                        | Slovenski gledališki muzej                                               | Ljubljana             | 1952        | www.gledaliski-muzej.si | -- (razstave s področja gledališke umetnosti) | |
|                        | Slovenski šolski muzej                                                   | Ljubljana             | 1898        | www.ssolski-muzej.si | -- (šolstvo na Slovenskem) | |
|                        | Splošna knjižnica Ljutomer - OE Muzej                                    | Ljutomer              | 1981        | www.knjiznica-ljutomer.si Arhivirano 2011-08-30 na Wayback Machine.                                                                                | -- (taborsko gibanje na Slovenskem, zbirka fotografij in filmov dr. Karola Grossmanna, splošna muzejska zbirka Ljutomera in okolice) | |
|                        | Tehniški muzej Slovenije                                                 | Bistra                | 1951        | www.tms.si | - Tehniški muzej Slovenije v gradu Bistra, Bistra (tehniški muzej z zbirkami s področja kmetijstva, tekstila, prometa, gozdarstva, lesarstva, elektronike, lovstva, ribištva in tiskarstva) - Muzej pošte in telekomunikacij v Polhograjski graščini, Polhov Gradec - Valvazorjeva grafična delavnica v gradu Bogenšperk, Bogenšperk (grafična dejavnost Janeza Vajkarda Valvasorja) - Ogledni depo, Soteska (zbirka vprežnih vozil) | |
|                        | Tolminski muzej                                                          | Tolmin                | 1950        | www.tol-muzej.si | - Tolminski muzej v Coroninijevi graščini, Tolmin (etnološka in arheološka dediščina Posočja) - Rojstna hiša Simona Gregorčiča, Vrsno - Domačija Cirila Kosmača, Slap ob Idrijci - Arheološki muzej Most na Soči, Most na Soči (zgodovina kraja in arheoloških raziskav v OŠ na Mostu na Soči) - Razstava "Izza somraka stoletij" v trdnjavi Kluže, Bovec - Stalna razstava fotografij Jake Čopa, Breginj - Stergulčeva hiša, Bovec (od l.2009) (zgodovina Bovškega) - Jakovkna hiša in muzej, Podbrdo (od l.2008) (zgodovina zgornje Baške grape) | |
|                        | Tržiški muzej                                                            | Tržič                 | 1952        | www.trziski-muzej.si | - Tržiški muzej v Pollakovi kajži, Tržič (usnjarska, čevljarska, tekstilna, kolarska, kovaška zbirka ter lokalna etnološka zbirka) - Kurnikova hiša, Tržič (lokalnea bivanjska kultura in predstavitev literarnega kroga Vojteha Kurnika) - Partizanska tehnika Kokrškega odred nad Dovžanovo sotesko (rekonstruirana tiskarna) - Germovka, Tržič (kovačija) | |
|                        | Umetnostna galerija Maribor                                              | Maribor               | 1954        | www.umetnostnagalerija.si | - Umetnostna galerija Maribor, Maribor (muzej sodobne umetnosti) - Razstavi salon Rotovž, Maribor | |
|                        | Vojaški muzej Slovenske vojske                                           | Maribor               | 2004        | www.vojaskimuzej.si | - Vojaški muzej Slovenske vojske v kadetnici Maribor (prestavljeno iz Ljubljane l.2009) (zgodovina Slovenske vojske in slovenska vojaška zgodovina) - Park vojaške zgodovine, Pivka (vojaškozgodovinsa zapuščina v občini Pivka) | |
|                        | Zasavski muzej Trbovlje                                                  | Trbovlje              | 1986        | www.zasavskimuzejtrbovlje.si | - Zasavski muzej Trbovlje (muzej novejše zgodovine za občine Trbovlje, Hrastnik in Zagorje; likovni zbirki Stojana Batiča in Leopolda Hočevarja) - Rudarski stanovanji na Njivi, Trbovlje (avtentični rudarski stanovanji) - Etnološka pot po rudarskih kolonijah, Trbovlje - Hiša ustanovnega kongresa KPS, Čebine - Muzejske zbirke Hrastnik, Hrastnik (razstava lutk; razvoj kraja od arheologije do danes) | |
|                        | Zavod Celeia Celje - Center sodobnih umetnosti                           | Celje                 |             | www.celeia.info Arhivirano 2011-03-10 na Wayback Machine.                                                                                          | - Center sodobnih umetnosti, Celje (produkcija, preučevanje in prezentacija sodobne umetnosti; dela avtorjev, ki izhajo iz Celjske regije) - Galerija sodobne umetnosti, Celje (večje pregledne, študijske razstave posameznih ustvarjalcev) - Likovni salon, Celje (nove produkcije posameznih slovenskih in tujih ustvarjalcev) - Galerija Račka, Celje (umetnost, ki se ukvarja z erotiko) | |
|                        | Zemljepisni muzej Slovenije                                              | Ljubljana             | 1946        | giam.zrc-sazu.si | -- (geografsko in kartografsko arhivsko gradivo) | |
|                        | Zgodovinski arhiv in muzej Univerze v Ljubljani                          | Ljubljana             |             | www.uni-lj.si | -- (preteklost Univerze; zgodovini visokega in univerzitetnega šolstva v Ljubljani) | |
|                        | Železniški muzej Slovenskih železnic                                     | Ljubljana             | 1981        | www.burger.si and www.slo-zeleznice.si Arhivirano 2011-09-27 na Wayback Machine.                                                                   | -- (parne lokomotive in druge muzejske vozila; razvoj železniškega omrežja na Slovenskem) | |

## Drugi muzeji in galerije
| Slika | Ime | Lokacija                | Ustanovitev | Splet                                                                      |
| ----- | --- | ----------------------- | ----------- | -------------------------------------------------------------------------- |
|       | Čebelarski muzej Krapje | Krapje                  | 1997        | www.cebelarski-muzej.si                                                    |
|       | Galerija Avgusta Černigoja (slikarski opus Avgusta Černigoja) | Lipica                  |             | www.lipica.org                                                             |
|       | Baragov dom | Knežja vas pri Dobrniču |             | www.slovenia.info                                                          |
|       | Jurjeva domačija | Trebnje                 |             | www.slovenia.info                                                          |
|       | Rojstna hiša Huga Wolfa | Slovenj Gradec          |             | www.slovenj-gradec.si Arhivirano 2011-06-04 na Wayback Machine.            |
|       | Rojstna hiša Janeza Jalna | Rodine                  |             | www.zirovnica.eu Arhivirano 2007-02-24 na Wayback Machine.                 |
|       | Rojstna hiša Matije Čopa | Žirovnica               |             | www.zirovnica.eu Arhivirano 2007-02-24 na Wayback Machine.                 |
|       | Kovaški muzej Razkrižje (delujoča kovačija v Pomurju) | Razkrižje               | 1997        | www.jeruzalem.si Arhivirano 2011-10-03 na Wayback Machine.                 |
|       | Pivovarski muzej (zgodovina Pivovarne Union in proizvodnja piva od najstarejših časov do danes) | Ljubljana               | 1986        | www.pivo-union.si                                                          |
|       | Časarov mlin (ohranjen valjčni mlinski mehanizem; etnološka zbirka orodja) | Prosenjakovci           | 1999        | www.casarov-mlin.com                                                       |
|       | Železna jama in zbirka v jamarskem domu na Gorjuši (jamarski muzej, ki je sestavljen iz arheološke, kapniške, Robičeve in slamnikarske zbirke)                                                                                  | Gorjuša                 | 1963        | www.burger.si                                                              |
|       | Galerija DLUM (umetniške stvaritve članov Društva likovnih umetnikov Maribor) | Maribor                 |             |                                                                            |
|       | Dominkova domačija (povsem obnovljena panonska hiša) | Gorišnica               | 1998        | www.dedi.si                                                                |
|       | Spominska soba dr Frana Miklošiča | Radomerščak             |             |                                                                            |
|       | Etnološka zbirka kmečkega orodja (kmečko in obrtniško orodje) | Sveti Jurij ob Ščavnici |             | www.td-svetijurij.si Arhivirano 2010-08-06 na Wayback Machine.             |
|       | Mestna galerija Franc Riemer (slikarska dela od zgodnje renesanse do danes domačih in tujih avtorjev) | Slovenske Konjice       | 1994        |                                                                            |
|       | Plinarniški muzej (uporaba plina nekoč in danes) | Ljubljana               | 1996        | www.jh-lj.si                                                               |
|       | Grubelnikova zbirka (kulturna dediščina Ribniškega Pohorja) | Ribnica na Pohorju      | 1987        |                                                                            |
|       | Domačija Miška Kranjca | Velika Polana           | 1964        | www.velika-polana.si Arhivirano 2011-04-10 na Wayback Machine.             |
|       | Homogea (stalna zbirka Lovci na mamute) | Tržič                   |             |                                                                            |
|       | Ekomuzej hmeljarstva in pivovarstva | Žalec                   | 2009        | www.ekomuzej-hmelj.si                                                      |
|       | Splavarski muzej Javnik | Javnik                  | 2001        | www.dravski-splavarji.com Arhivirano 2017-10-16 na Wayback Machine.        |
|       | Sadnikarjev muzej (najstarejša zasebna muzejska zbirka v Sloveniji) | Kamnik                  | 1893        | www.kks-kamnik.si/sadnikar Arhivirano 2011-01-13 na Wayback Machine.       |
|       | Spominska soba Jožeta Lacka (borec za delavske in kmečke pravice, v ptujskem okraju je vodil boj proti okupatorju) | Ptuj                    |             |                                                                            |
|       | Muzej Jezerski hram (Muzej Cerkniškega jezera) | Cerknica                | 1992        | www.jezerski-hram.si                                                       |
|       | Muzej Laško (Laško - potovanje skozi čas; pivovarstvo in zdraviliški turizem; v pradavnem panonskem morju) | Laško                   | 1907        | www.stik-lasko.si Arhivirano 2012-03-22 na Wayback Machine.                |
|       | Levstikov dom (spominski sobi Frana Levstika in Josipa Stritarja) | Velike Lašče            | 1986        | www.trubarjevi-kraji.si Arhivirano 2011-02-13 na Wayback Machine.          |
|       | Muzejska zbirka LGL (lutkovna zapuščina Milana Klemenčiča) | Ljubljana               | 1990        | www.lgl.si                                                                 |
|       | Galerija Lojzeta Spacala | Štanjel                 | 1988        | www.goriskimuzej.si/stanjel.html Arhivirano 2006-05-18 na Wayback Machine. |
|       | Kraška hiša v Štanjelu (etnološka zbirka, ki predstavlja življenjski vsakdanjik na kraškem podeželju) | Štanjel                 |             | www.goriskimuzej.si/stanjel.html Arhivirano 2006-05-18 na Wayback Machine. |
|       | Etnografska zbirka Marije Sušnik (zbirka kmetijske opreme, posode, orodja, knjižnega in fotografskega gradiva s poudarkom na vinogradništvu)                                                                                    | Bizeljsko               | 1997        | www.bizeljsko.com                                                          |
|       | Spominska soba generala Rudolfa Maistra (spominska soba generala in njegovih borcev) | Zavrh                   | 1984        |                                                                            |
|       | Muzej medicine (v okviru Inštituta za zgodovino medicine, Univerza v Ljubljani) | Ljubljana               | 1945        | www.mf.uni-lj.si                                                           |
|       | Kovaški in gasilski muzej (kovaško–livarska zbirka, zbirka etnoloških predmetov, gasilsko in kulturno–zgodovinska zbirka) | Muta                    | 1973        | www.kpm.si                                                                 |
|       | Domačija Petra Danjka (Dajnkova rojstna hiša - tipična panonska hiša) | Črešnjevci              | 2003        | www.tic-radgona.si Arhivirano 2012-11-23 na Wayback Machine.               |
|       | Muzej na prostem Kartuzija Pleterje (domačija Šentjernejskega polja iz 19. stoletja) | Drča                    |             | www.sentjernej.si Arhivirano 2010-05-16 na Wayback Machine.                |
|       | Pleteršnikova domačija (Pleteršnikova spominska zbirka) | Pišece                  | 1994        |                                                                            |
|       | Pocarjeva domačija (stavbna dediščina in bivalna kultura gorenjskega podeželja) | Zgornja Radovna         | 1999        | www.tnp.si                                                                 |
|       | Kovaški muzej Podgoršek | Pišece                  | 1993        |                                                                            |
|       | Predjamski grad (bivanjski prostori, kapela, ječa, kosi orožja, oljne slike in Pieta iz leta 1420) | Postojna                |             | www.turizem-kras.si Arhivirano 2010-08-26 na Wayback Machine.              |
|       | Muzej Ralo (na prostem razstavljeni stroji in orodja, črna kuhinja) | Ljutomer                | 1998        | www.jeruzalem.si Arhivirano 2012-04-24 na Wayback Machine.                 |
|       | Čevljarski muzej (v prekmurski hiši, kriti s slamo) | Turnišče                | 1979        | www.turnisce.si Arhivirano 2010-09-12 na Wayback Machine.                  |
|       | Škrabčeva domačija (rojstni kraj patra Stanislava Škrabca) | Hrovača                 | 2002        | www.skrabceva-domacija.com                                                 |
|       | Slomškova rojstna hiša (delo in življenje A.M.Slomška) | Uniše                   | 2010        | zupnije.rkc.si/ponikva                                                     |
|       | Slomškova soba (spominska soba škofa A.M. Slomška v župnišču cerkve sv. Nikolaja) | Vuzenica                | 1999        | www.vuzenica.eu Arhivirano 2009-08-13 na Wayback Machine.                  |
|       | Grad Slovenska Bistrica (zbirke, ki se nanašajo predvsem na področje, ki obdaja ozemlje med Pohorjem in Halozami) | Slovenska Bistrica      |             | www.zavod-ksb.si/grad.html Arhivirano 2010-10-28 na Wayback Machine.       |
|       | Sokličev muzej | Slovenj Gradec          | 1937        | www.kpm.si                                                                 |
|       | Etnološko-zgodovinska zbirka Stražna krajina | Krplivnik               | 1997        |                                                                            |
|       | Vojaški muzej Tabor (vojaški muzej prve in druge svetovne vojne) | Lokev                   | 1995        | www.kras-carso.com/muzej/tabor Arhivirano 2002-04-14 na Wayback Machine.   |
|       | Galerija likovnih samorastnikov Trebnje | Trebnje                 | 1971        | https://galerijatrebnje.si/                                                |
|       | Informacijsko središče TNP Dom Trenta (Trentarski muzej s predstavitvijo etnološke dediščine ter kulturnega in zgodovinskega izročila Trente; razstava o živi in neživi naravi, kulturni krajini in vlogi človeka v tem okolju) | Trenta                  | 1953        | www.tnp.si                                                                 |
|       | Trubarjeva domačija | Velike Lašče            | 1986        | www.trubarjevi-kraji.si Arhivirano 2011-01-18 na Wayback Machine.          |
|       | Galerija ZDSLU | Ljubljana               |             | www.dlul-drustvo.si                                                        |
|       | Spominski dom na Vaneči (spominska soba NOB 1941-1945) | Vaneča                  | 1984        |                                                                            |
|       | Foto muzej Vlastja (fotografski in filmski pripomočki, izdelava fotografije nekoč) | Gorenja vas             | 1991        |                                                                            |
|       | Muzej motociklov Vransko (zgodovina motociklizma ter prometa na Slovenskem od začetka stoletja do šestdesetih let) | Vransko                 | 1997        | www.muzej-motociklov.com                                                   |
|       | Vojni muzej Logatec (vojaška zgodovina Slovencev in našega ozemlja od kamnitih sekir do leta 1991) | Logatec                 | 1998        | logatec.si Arhivirano 2011-08-20 na Wayback Machine.                       |
|       | Zavod za kulturo, šport in turizem Žalec (spominska soba Rista Savina, galerija Doreta Klemenčiča Maja, galerija Savinjskih likovnikov)                                                                                         | Žalec                   | 1992        | www.zkst-zalec.si/kultura Arhivirano 2007-12-12 na Wayback Machine.        |
|       | Muzej Žiri (čevljarstvo, klekljarstvo, narodnoosvobodilni boj in slikarstvo na Žirovskem) | Žiri                    | 1970        | www.muzej-ziri.si                                                          |
|       | Mali muzej prve svetovne vojne Banjšice (vojna zgodovina, soška fronta) | Banjšice                |             |                                                                            |
|       | Vojni muzej Idrija (vojaška zgodovina od l.1900 do l.1991) | Idrija                  |             | www.idrija-turizem.si Arhivirano 2011-05-01 na Wayback Machine.            |
|       | Rudarski muzej Griže (zbirka nekdanjega rudarskega revirja Zabukovica-Liboje) | Migojnice               | 2004        |                                                                            |
|       | Vojni muzej Solkan 1915-1917 (soška fronta) | Solkan                  |             | vojni-muzej-solkan.com Arhivirano 2012-01-17 na Wayback Machine.           |
|       | Muzej podvodnih dejavnosti Piran (slovensko potapljanje in svetovna zgodovina potapljanja) | Piran                   |             | www.muzejpodvodnihdejavnosti.si                                            |